# 大里浩秋
大里 浩秋（おおさと ひろあき、1944年 - ）は、日本の中国史研究者。神奈川大学外国語学部名誉教授。専門は中国近現代史、日中近現代関係史。

## 経歴
1944年、秋田県で生まれた。東京大学文学部中国文学科を卒業後、同大学大学院に進学し、修士課程を修了。在学中に中国・広州市の広州外国語学院（現・広東外語外貿大学）で2年半日本語教師をした。
1987年、神奈川大学外国語学部専任講師となった。1990年に助教授、1996年に教授昇格。2015年に神奈川大学を退職し、名誉教授となった。
学界では、二度(1992～1996年、2000～2002年)に渡って日本現代中国学会の理事を務めた。また、中国研究所の理事も務め、現在は同顧問。

## 著作
著書
- 『中国軍事教本』龍渓書舎 1976
- 『中国農村の細密画 』研文出版 1985
- 『江南農村の工業化』研文出版 1988
- 『秘密社会と国家』勁草書房 1995
- 『中国年鑑』中国研究所 1996
- 『中国民衆史への視座』東方書店 1998
- 『日中文化論集』勁草書房 2002
- 『中国人日本留学史研究の現段階』御茶の水書房 2002

- 『中国における日本租界 重慶・漢口・杭州・上海』御茶の水書房 2006

訳書
- 『金は天から降ってこない：フツー人の中国』張辛欣・桑曄（中国語版）著 平凡社 1987年
- 『土牢情話』張賢亮著 日本アジア文学協会 1993

## 資料
- 大里浩秋教授業績一覧PDF
- 【EAAオンラインシンポジウム「一高中国人留学生と101号館の歴史」】youtube